# Alan Godfrey
Alan Godfrey là một cảnh sát về hưu của Đội Cảnh sát Tây Yorkshire tự nhận mình đã nhìn thấy một UFO và là nạn nhân của một vụ người ngoài hành tinh bắt cóc.

## Diễn biến
Trong khi kiểm tra các báo cáo về việc gia súc lang thang quanh khu đất của hội đồng địa phương ở Todmorden, Tây Yorkshire, vào ngày 28 tháng 11 năm 1980, Godfrey tuyên bố rằng ông đã tận mắt chứng kiến một luồng sáng lơ lửng phía trên con đường phía trước mà ông mô tả là một vật thể 'hình kim cương' đang quay, cao khoảng 20 ft và rộng 14 ft. Godfrey nói rằng đã cố gắng liên lạc qua radio để được đồng đội trợ giúp nhưng thiết bị không hoạt động, khi vật thể đột nhiên biến mất và ông thấy mình ở cách xa hơn 30 mét trên đường.
Theo lời Godfrey, ông đã trải qua khoảng thời gian mất tích chừng 25 phút, một chiếc ủng bị lệch và một vết đỏ ngứa trên bàn chân. Godfrey nói rằng thông qua hồi quy thôi miên được sắp xếp bởi cố vấn pháp luật Harry Harris, ông nhớ lại làm thế nào một chùm ánh sáng khiến cho ông bị mù và bất tỉnh, trước khi tỉnh dậy trong một căn phòng được kiểm tra y tế bởi những sinh vật nhỏ bé và một người đàn ông cao lớn có râu. Tuy nhiên, ở tuổi 70, Godfrey nói với Examiner rằng phần bị bắt cóc mà ông kể dưới hình thức thôi miên có lẽ chỉ là một giấc mơ, và nói thêm, "Tôi chưa bao giờ nói rằng mình bị người ngoài hành tinh bắt cóc".

## Lý giải
Sáu tháng trước đó, vào ngày 9 tháng 6 năm 1980, Godfrey tới điều tra cái chết của Zigmund Adamski, người đã bị mất tích kể từ ngày 6 tháng 6 khi anh ta ra ngoài tìm mua thực phẩm và không trở về, thi thể của Adamski được công nhân bãi than Trevor Parker tìm thấy vào ngày 9 tháng 6, cách nhà chừng hai mươi dặm tại một sân than ở Todmorden trên đỉnh của một đống than cao 10 ft. Adamski đang mặc một bộ vest nhưng thiếu chiếc áo sơ mi cùng với đồng hồ và ví. Quần áo của anh ta được buộc "không đúng cách" và mái tóc cũng được cắt ngắn theo kiểu 'cắt xén. Godfrey nói với các phóng viên ông tin rằng có thể Adamski đã bị người ngoài hành tinh bắt cóc và đặt trên đống than "bởi ai đó hoặc thứ gì đó", nói rằng "Tôi là người cởi mở. Tôi không thể loại trừ điều đó."
Các giả thuyết khác được đưa ra cho rằng Adamski đã bị KGB giết chết, hoặc anh ta bị sét đánh, choáng váng và bối rối và đi lạc đến đống than và chết. Vợ của Adamski, Lottie, ban đầu nghi ngờ rằng chồng mình đã bị bắt cóc. Theo những người hoài nghi, "trường hợp này chỉ là một ví dụ khác của một câu chuyện thoạt đầu nghe có vẻ hay ho, nhưng điều đó sẽ tan biến dưới sự xem xét kỹ lưỡng trực tiếp. Cũng như rất nhiều câu chuyện về vụ người ngoài hành tinh bắt cóc từ ngoài vũ trụ." Godfrey đã tự xuất bản tác phẩm Who or What Were They? (Ai hay Họ là gì?), một cuốn sách bao gồm những suy đoán của ông về vụ Adamski, tuyên bố bắt cóc của Travis Walton, và vụ chứng kiến UFO của chính ông nữa.